# Сафьянская сельская община
Сафья́нская сельская община — территориальная община в Измаильском районе Одесской области Украины.
Создана вследствие административно-территориальной реформы 17 июля 2020 года, на территории Измаильского района. Община включила в себя практически все сёла (19 сёл) дореформенного Измаильского района, кроме пгт Суворово, сёл Кирнички и Новозёрное. Своё название община получила от названия административного центра — села Сафьяны. Первые выборы на территории общины прошли 25 октября 2020 года. Население общины составляет более 42 тысяч человек. Является наибольшей по количеству населения сельской общиной Украины.
Община расположена на юге Одесской области на территории Причерноморской низменности. Большая часть общины относится к бассейну реки Дунай. На западе она граничит с Ренийской городской общиной, на северо-западе с Криничненской сельской общиной Болградского района, на северо-востоке с Суворовской поселковой общиной, на западе с Килийской городской общиной. На юге территория общины ограничена рекой Дунай, по которой проходит государственная граница Украины с Румынией и граница с Измаильской городской общиной.

## Физико-географические сведения

### Географическое положение
Община расположена на левом берегу Килийского гирла реки Дунай. Несколько крупных островов входит в состав общины. Территория общины ограничена крупными озёрами Ялпуг, Кугурлуй с запада, Китаем, Катлабухом с востока, Дунаем с юга. Мелкие реки — Кайраклия, Ташбунар, Репида.

### Рельеф и полезные ископаемые
Община находится на юго-западной окраине Восточно-Европейской равнины в границах Причерноморской низменности. Поверхность преимущественно равнинная, возвышается над уровнем моря на 5—50 м с наклоном с северо-запада на юго-восток.
Территория общины бедна полезными ископаемыми. Глина — основной строительный материал — добывалась на протяжении многих веков открытым способом. В 1994 году возле села Першотравневое было обнаружено крупнейшее в регионе месторождение натриевой соли — более 4 млрд тонн. Измаильское месторождение является одним из крупнейших в Украине после разработанного Артёмовского месторождения.

### Почвы
Грунтовый слой представлен в основном южными чернозёмами. Согласно агропочвенному районированию, земли общины относятся к степной зоне чернозёмов обыкновенных и южных, Придунайская подзона (СБ1). Данный вид почв беднее гумусом, маломощнее обыкновенных чернозёмов (менее 40 см). Основное отличие почв региона по сравнению с остальной территорией Причерноморской низменности — относительно высокое залегание грунтовых вод. В образовании почвенного покрытия сыграли свою роль засушливый климат, изреженная растительность, преобладание восходящих токов почвенной влаги. Степень солонцеватости возрастает по направлению с севера на юг. Тёмно-каштановые почвы встречающиеся на севере общины, характеризуются высокой дренируемостью, благодаря Дунаю и притокам, препятствующим засолению почв. Грунтовые воды в них не застаиваются, соли накапливаются относительно медленно. В местах опускания местности встречаются реградированные солонцы. На территории плавней дельты Дуная преобладают иловато-болотные почвы. Возле села Матроска сохранился участок современных галерейных лесов. В акватории озера Лунг (возле сёл Багатое и Старая Некрасовка) расположен заказник местного значения Лунг.

### Климат
Община находится в регионе с умеренно-континентальном климатом, с жарким, продолжительным и засушливым летом, тёплыми и влажными осенью и весной и мягкой сухой зимой, зачастую без снежного покрова. Среднегодовая норма осадков — 451 мм. Среднегодовая температура — 11°С. Классификация климата Кеппена — Dfa.
| Показатель                                 | Янв. | Фев. | Март | Апр. | Май  | Июнь | Июль | Авг. | Сен. | Окт. | Нояб. | Дек. | Год  |
| ------------------------------------------ | ---- | ---- | ---- | ---- | ---- | ---- | ---- | ---- | ---- | ---- | ----- | ---- | ---- |
| Средний суточный максимум, °C              | 2,4  | 3,6  | 8,3  | 15,7 | 21,9 | 25,9 | 28,2 | 28,2 | 23,7 | 17,0 | 10,0  | 5,1  | 22,1 |
| Средняя температура, °C                    | −1,2 | 0,1  | 4,2  | 10,7 | 16,5 | 20,2 | 21,1 | 21,8 | 17,6 | 11,7 | 6,2   | 1,7  | 11   |
| Средний суточный минимум, °C               | −4,7 | −3,4 | 0,1  | 5,7  | 11,1 | 14,6 | 16,1 | 15,4 | 11,5 | 6,5  | 2,4   | −1,6 | −1,2 |
| Норма осадков, мм                          | 28   | 37   | 32   | 35   | 44   | 57   | 45   | 36   | 41   | 25   | 34    | 37   | 451  |
| Источник: КЛИМАТ: ИЗМАИЛ, climate-data.org |      |      |      |      |      |      |      |      |      |      |       |      |      |

## История общины

### Древние времена
Археологические исследования проводившиеся на территории общины позволяют предполагать, что здесь проживали земледельцы гумельницкой культуры ещё в VI тысячелетии до н. э. С VII века до нашей эры в Северном Причерноморье проживали племена скифов. Они вели кочевой образ жизни и занимались скотоводством. Во времена Римской империи территории современного Придунавья входили в состав Дакии, населённой племенами гетов и даков. Племена занимались земледелием и скотоводством, выращивали зерновые, бобовые, виноград. Гетские племена во II—I веке до нашей эры образовали ряд значительных племенных союзов, в том числе и для противостояния экспансии Римской империи, граница которой в I веке до н. э. проходила по Нижнему Дунаю.
В I веке до н. э. — I веке н. э. территория подвергалась нападениям Римской империи. Как свидетельство этих конфликтов на территории региона сохранились остатки Траянова Вала — пограничных укреплений римского императора Траяна. В 271 году римляне покинули регион. К концу IV века регион стал объектом нашествия гуннов, в результате которого он опустел, многие поселения были разрушены, часть жителей ушло за Дунай, под защиту Римской империи. В конце V — начале VI веков регион стал заселяться славянскими племенами. Заселение несло мирный характер. Славянские племена вели оседлый образ жизни, занимались пахотным земледелием и приселищным скотоводством. Славяне стали третьим компонентом формирования восточно-романской этнокультурной общности — волохи. В X веке среди волохов распространилось христианство, давшее региону славянскую письменность.
В X—XI веке регион подвергся нападению кочевых племен печенегов, продвинувшихся на запад. В 1048 году печенегов вытеснили за Дунай более сильные кочевые племена торков. Около 1091 года земли Валахии взяли под свой контроль половцы юга Руси, которые контролировали регион вплоть до нашествия монголов.
К 1390-м годам войска Османской империи вышли к Дунаю и вскоре, форсировав его, вторглись в пределы Валахии. С 1415 года господарь Валахии Мирча I Старый был вынужден признать себя вассалом султана и выплачивать дань. В 1420 году войска Османской империи захватили Килию. К 1426 году город был освобожден, однако это не остановило захватнические устремления империи. Во избежание войны правители Молдавского княжества выплачивали дань Османской империи с 1456 по 1473 год. В 1475—1486 годах были проведены ряд военных походов армии Османской империи и её союзника Валахии против Молдавского княжества. Османская империя взяла под свой контроль все Причерноморье, заключив договор с Крымским ханством.

### Русско-турецкие войны
Первая русско-турецкая война 1768—1774 годов завершилась подписанием Кючук-Кайнарджийского мирного договора в 1774 году. Согласно договору за Россией признавалось право защиты и покровительство христиан в Дунайских княжествах. Русско-турецкая война 1787—1791 годов, в которой русскими войсками под предводительством Суворова была взята крепость Измаил, окончилась Ясским мирным договором. Согласно договору земли на правом берегу Днестра оставались под властью Порты Османской, а земли с левого берега переходили в подчинение Российской империи.
Русско-турецкая война 1806—1812 годов окончилась очередной победой российских войск и завершилась подписанием Бухарестского мирного договора в 1812 году. Согласно 4-й статье договора земли между Днестром и Прутом переходили в подчинение России. Автономия Дунайских княжеств также была закреплена Аккерманской конвенцией в 1826 году.
Все племена татар, заселявших территорию от Дуная до Днестра, покинули свои селения и перешли Дунай, под власть Османской империи. Российская империя, присоеденившая Бессарабию начала активно заселять регион болгарами и гагаузами, бежавшими от турецких расправ. Также на месте бывших татарских селений стали селиться немцы-колонисты, украинцы, русские, а также молдавские переселенцы из-за Прута и из центра Бессарабии. Так, в 1806 году болгарскими переселенцами было основано селение Долукей (Богатое), в 1808 году молдавскими колонистами основано селение Бабель (Озерное), в 1811 году болгарскими переселенцами основано поселение Ташбунар (Каменка), Новый Ташбунар (Новокаменка), молдавскими колонистами Ердек-Бурно (Утконосовка). С 1812 года опустошенное урочище Сафьяны заселялось украинцами и русскими-липованами. В 1813 году украинскими переселенцами основано село Гасан-Аспага (Першотравневое) и Кислица, русскими старообрядцами основано село Муравлёвка. В 1814 году русскими старообрядцами основано село Некрасовка (Старая Некрасовка), молдавскими переселенцами основано село Хаджи-Курда (Камышовка). В эти же годы были основаны селения Броска, Дермендере (Каланчак), Кугурлуй (Матроска), Ларжанка, Кайраклия (Лощиновка).
По присоединении Бессарабии к России правительство озаботилось устройством вновь присоединённой области по образцу внутренних губерний, насколько позволяли местные условия, и 29 апреля 1818 года был издан Устав образования Бессарабской области, и тогда же учреждены были присутственные места по всем частям управления. Важнейшей особенностью устройства Бессарабской области было учреждение бессарабского Верховного совета, установления высшего сравнительно с обыкновенными губернскими местами и во многих местах заменявшего главное управление. Председателем в этом Совете, носившем характер административно-судебный, был полномочный наместник Бессарабской области, звание которого было затем соединено со званием новороссийского генерал-губернатора, проживавшего в Одессе. Главным лицом губернского управления был гражданский губернатор; часть правительственная и казённая сосредоточивалась в областном правительстве. Устав 1818 года был заменён «Учреждением для управления Бессарабской области» 29 февраля 1828 года, по которому управление области более подходит под общее губернское управление, чем прежнее, главное и губернское начальство подчинены тем же центральным органам, как и во внутренних губерниях, один только областной совет, заменивший прежний Верховный совет, составляет особенность этой области.
После поражения в Крымской войне, в соответствии с условиями Парижского мира 1856 года южная часть Бессарабии перешла в состав Молдавского княжества, объединившегося в 1859 году с Валашским княжеством в составе государства Румыния. Румынское правительство, зависимое от Османской империи, не вызывало доверия у русскоязычных жителей края, преобладавших к востоку от реки Кагул. В результате, начался их исход на север и восток, то есть в области, оставшиеся под управлением России. Среди некоторые этнических групп эта эмиграция приняла массовый характер.
В ходе русско-турецкой войны 1877—1878 годов Россия, выступившая в защиту православных жителей Османской империи, одержала ряд побед. Итоги войны позволили Российской империи вернуть утраченные территории Бессарабии.

### 1878—1918
С 1878 года, в соответствии с Берлинским трактатом, территория Измаильского уезда опять перешла в состав Российской империи. В 1878 году в состав объединённого Измаильского уезда входила также территория бывшего Кагульского уезда. Административное устройство Измаильского уезда Бессарабской губернии значительно отличалось от всех остальных, например, в нём не было волостей, а существовали отдельные коммуны. Окончательное обустройство Измаильского уезда было завершено лишь в 1904 году, при этом его административные границы претерпели существенные изменения.
В 1914 году в связи с возросшим производством сельскохозяйственной продукции в регионе было запланировано строительство железной дороги Арциз-Измаил, которая должна была связать регион с Одессой и Кишинёвом. Однако к 1917 году были только проложены железнодорожные насыпи и начато строительство железнодорожных станций, в том числе Ташбунар и Котлабух.

### 1918—1991
С 1918 по 1940 год территория региона входила в состав Румынии. В этот период многие жители региона выступали против румынской оккупации, так в селах общины действовали подпольные революционные организации. Члены этих организаций участвовали в Татарбунарском восстании, вели агитационную работу среди жителей региона.
28 июня 1940 года Бессарабию, включая территорию района, присоединили к СССР. Районный центр с января 1941 года был расположен в Суворово, а район соответственно назывался Суворовским. Областной центр находился в Измаиле, а область называлась Измаильской. В августе 1940 года вступил в действие указ Верховного Совета СССР «О восстановлении на территории Бессарабии действия советских законов о национализации земли». Согласно данному указу на территории Бессарабии вводилась национализация земли с её недрами, лесами и водами. С сентября 1940 года норма пользования землей на одну семью утверждена Совнаркомом УССР в размере 20 га. Вся земля выше данной нормы подлежала национализации.
22 июня 1941 года началась Великая Отечественная война. Румынские войска в 4 часа утра начали обстрел пограничной территории, немецкие самолёты начали сбрасывать бомбы на военные объекты находящиеся на территории региона. Достойный ответ агрессии смогли дать летчики 96-й авиаэскадрильи Дунайской флотилии располагавшейся в Измаиле — так только в первый день войны было сбито 5 самолётов противника над территорией района. 287 стрелковый полк 51 Перекопской стрелковой дивизии находившийся в Измаиле решительно пресекал все попытки врага, переправиться через Дунай. На участке границы от Измаила до Рени оборону несла трижды Краснознамённая 25 Чапаевская дивизия. 24 июня 1941 года для возможности эвакуации ценных грузов, более 50 судов Дунайского пароходства был высажен десант на румынский берег. Отряд возглавляемый лейтенантом Богатырёвым практически полностью уничтожил вражескую группировку в Пардине, захватив в виде трофеев орудия и пулемёты. Затем был высажен десант из пограничников на полуостров Сату-Ноу — враг понёс большие потери, пленных было захвачено 70 человек, а плацдарм расширен до Исакчи. Однако, ухудшение обстановки на Южном фронте в начале июля, привело к оставлению советскими войсками Измаила 22 июля 1941 года.
Освобождение района от немецко-фашистских войск и румынских оккупантов окончилось с освобождением Измаила 26 августа 1944 года войсками 4-го гвардейского механизированного корпуса 3-го Украинского фронта.
После окончания ВОВ, в связи развитием механизации сельского хозяйства в регионе был основан ряд населённых пунктов. Так, в 1945 году основано село Новокаланчак, в 1946 году посёлок Котовский (Дунайское).
Указом Президиума ВС СССР от 15 февраля 1954 года Измаильская область упразднена, а её территория передана в состав Одесской области. 21 января 1959 года указом Президиума ВС СССР районный центр был перенесён из посёлка городского типа Суворово в город Измаил, а Суворовский район переименован в Измаильский. В послевоенный период районные власти работали над восстановлением инфраструктуры коллективных хозяйств, а именно — строительство животноводческих ферм практически во всех селах района, крупных производственных комплексов в селах Каменка, Лощиновка, Броска. Также за годы послевоенных пятилеток были построены объекты социального и культурного назначения во всех селах.

### Административная реформа 2020
Община создана в рамках административно-территориальной реформы, путем объединения Сафьянского, Богатянского, Бросковского, Старонекрасовского, Каланчацкого, Каменского, Кислицкого, Комышовского, Ларжанского, Лощиновского, Матроского, Муравлевского, Новонекрасовского, Озернянского (кроме села Новоозёрное), Першотравневого, Утконосовского сельских советов. Измаильский район был укрупнен, в его состав вошли территории бывших Ренийского и Килийского районов. На территории района была создана Сафьянская территориальная община. Община включила в себя практически все села Измаильского района (до реформы) кроме территорий Суворовской поселковой общины и небольшого села Новоозерное, переданного укрупнённому Болградскому району.
Выборы головы общины и 34 депутатов состоялись 25 октября 2020 года. Главой общины избрана экс-председатель Измаильской районной администрации Наталья Тодорова. В крупных селах вместо глав сельсоветов назначены старосты.
Депутатский корпус состоит из представителей партий «Слуга народа» — 7 депутатов, «За будущее» — 11 депутатов, «Оппозиционная платформа — За жизнь» — 10 депутатов, «Доверяй делам» — 3 депутата, «Европейская солидарность» — 3 депутата.

## Населенные пункты
Этноязычный состав населенных пунктов района приводится согласно переписи 2001 года (родной язык населения)
|                            | Кол-во населения | украинский | молдавский | болгарский | русский | гагаузский | цыганский |
| -------------------------- | ---------------- | ---------- | ---------- | ---------- | ------- | ---------- | --------- |
| Сафьянская сельская община | 46 775           | 29,7       | 29,0       | 17,4       | 22,9    | 0,23       | 0,25      |
| Богатое                    | 3977             | 5,0        | 11,0       | 74,9       | 8,3     | 0,3        |           |
| Броска                     | 3704             | 76,8       | 2,6        | 2,3        | 17,2    | 0,1        | 0,2       |
| Каланчак                   | 1208             | 2,5        | 0,2        | 74,8       | 22,4    |            |           |
| Новокаланчак               | 265              | 0,4        | 1,1        | 89,1       | 9,4     |            |           |
| Каменка                    | 3478             | 7,5        | 2,0        | 75,5       | 13,8    | 0,9        |           |
| Новокаменка                | 116              | 3,5        | 2,6        | 77,6       | 11,2    | 0,9        |           |
| Камышовка                  | 3491             | 1,4        | 94,5       | 0,3        | 3,4     | 0,1        |           |
| Кислица                    | 2972             | 91,6       | 1,5        | 1,3        | 5,2     | 0,3        |           |
| Ларжанка                   | 2386             | 44,6       | 4,5        | 0,5        | 49,9    | 0,1        |           |
| Лощиновка                  | 1350             | 6,0        | 3,3        | 61,6       | 27,0    | 0,4        | 0,5       |
| Матроска                   | 2236             | 83,4       | 2,0        | 1,4        | 12,4    | 0,1        |           |
| Муравлевка                 | 1214             | 2,9        | 2,0        | 0,5        | 94,2    | 0,3        | 0,2       |
| Новая Некрасовка           | 2053             | 4,2        | 0,6        | 0,1        | 95,1    |            |           |
| Озерное                    | 5550             | 0,8        | 95,5       | 0,5        | 1,3     | 0,2        | 1,3       |
| Першотравневое             | 2048             | 90,3       | 2,6        | 2,2        | 3,3     | 0,2        |           |
| Сафьяны                    | 2962             | 82,8       | 1,7        | 2,8        | 11,9    | 0,1        | 0,6       |
| Старая Некрасовка          | 2875             | 5,2        | 2,0        | 1,4        | 91,1    | 0,1        |           |
| Дунайское                  | 575              | 8,4        | 2,1        | 1,5        | 86,8    | 0,3        | 0,6       |
| Утконосовка                | 4315             | 3,0        | 90,6       | 2,0        | 3,3     | 0,3        | 0,2       |

## Экономика

### Промышленность и сельское хозяйство
Природно-климатические условия общины являются достаточно благоприятными (частично рискованными) для развития сектора производства и переработки продукции сельского хозяйства. Географическое положение общины в степной зоне создало его главное природное богатство — значительные агропроизводственные ресурсы, которые представлены преимущественно чернозёмными почвами с высоким естественным плодородием. В структуре земельного фонда сельскохозяйственные земли составляют большую часть (основная структура — пашни). Основными направлениями производственной сельскохозяйственной специализации общины является растениеводство (выращивание зерновых и технических культур, овощей, винограда) и животноводство (разведение крупного рогатого скота, свиней, овец, птицы, производство мяса, молока, яиц, шерсти). Так, в 2021 году ожидалось производство валовой продукции на 234 млн гривень, из них растениеводство — 209 млн, животноводство — 25 млн. Валовый сбор зерна ожидался 79 тысяч тонн, подсолнечника — 18 тысяч тонн, овощей — 18,6 тысяч тонн, винограда — 6,3 тысяч тонн, плодов — 3,8 тысяч тонн. Производство мяса ожидалось 1,1 тысяч тонн, молока — 3,3 тысяч тонн, яиц — 11,4 млн штук. Поголовье скота по всем категориям хозяйств в 2021 году ожидалось 1668 голов (в том числе коров — 828 голов), свиней — 2816 голов, овец и коз — 13 725 голов, птицы — 139 407 голов. В общине действует более 100 сельхозпредприятий и фермерских хозяйств. Большинство из них занимается выращиванием зерновых и масленичных культур. Крупнейшими предприятиями на 2021 год являются ООО «Агропрайм холдинг», ФХ «Динекс-Агро», ЧП «Динекс-Трейд», ПАТ АК «СВОБОДА». На территории общины действуют ряд предприятий хлебопекарской и мукомольной направленности.
На территории крупных озёр общины ведут деятельность рыборазводные предприятия.
Распространено тепличное овощеводство, например домохозяйства села Утконосовка выращивают более 10 000 тонн овощей, что позволяет им снабжать тепличными помидорами крупнейшие города области и страны.
Торговая сеть на территории общины составляет 225 объектов, из которых 202 магазина и 23 предприятия ресторанного хозяйства. Также работает 15 точек бытового обслуживания населения.

### Энергетика
По территории общины проходит высоковольтная ЛЭП Арциз — Измаил (110 кВ) обеспечивающая электроэнергией Измаильский район. На территории общины активно развивается альтернативная энергетика. В селе Сафьяны с декабря 2016 года эксплуатируется наземная солнечная электростанция «Сафьяны», мощностью 1,3 МВт. В селе Каменка с октября 2019 года эксплуатируется наземная солнечная электростанция «Каменка-Солар» мощностью 3,22 МВт. Ряд домохозяйств общины установило солнечные панели на крышах частных домов.
С 1960 года Измаильским управлением газового хозяйства села общины снабжались сжиженным газом в баллонах. После постройки магистрального газопровода в Румынию и Болгарию началась газификация сёл региона. В 1988 году газифицирована Каменка, в 1991 году — Каланчак, в 1994 году — Броска и Лощиновка, в 2003 году газифицировано Дунайское, в 2005 году — Старая Некрасовка, в 2008 году — Матроска, в 2010 году — Утконосовка, в 2014 году — Богатое.

### Транспорт
По территории общины проходит железная дорога, связывающая Измаил с Одессой. Железная дорога принадлежит государственной администрации «Укрзализныци» и относится к Одесской железной дороге. Ежедневно проходят поезда № 146Ш Измаил-Киев и «Дунайский экспресс» Измаил-Одесса. На территории общины находятся 2 станции. Остановки происходят на станции Котлабух (пгт. Суворово). Возле сёл Утконосовка, Каменка расположена станция Ташбунар. На станции Ташбунар делал остановку ныне не работающий поезд № 686 Измаил-Одесса.
По территории общины проходит международная автотрасса E 87, соединяющая Украину, Молдову, Румынию, Болгарию и Турцию. Также через населенные пункты общины проходят автодороги государственного и областного значения связывающие Измаил с Болградом (Т-16-31), Килией (Т-16-07).
Абсолютное большинство сёл общины связаны автобусными маршрутами с районным центром Измаилом через автостанцию «Измаил». Прямого сообщения сёл с центром общины не имеется, ввиду близости села Сафьяны к районному центру.

## Культура и социальная сфера

### Образование
На территории общины действуют 16 общеобразовательных школ, 16 детских садов и ясель. Всего в школах общины в 2021—2022 учебном году обучалось более 5 тысяч учеников, в дошкольных учреждениях — более 900 детей. В селе Каменка действует музыкальная школа с филиалами в 4 селах общины. Дома культуры и сельские клубы действуют во всех 19 населенных пунктах общины. На территории общины, в селе Багатое, ежегодно проводятся спортивно-культурный фестиваль, на котором проходят выступления творческих коллективов Бессарабии, соревнования по волейболу, шашкам, шахматам, армрестлингу, перетягиванию каната, настольному теннису. Одесским областным центром национальных культур регулярно проводятся этнографические фестивали творческих коллективов Измаильского района.

### Здравоохранение
В каждом селе общины действуют сельские лечебные амбулатории либо фельдшерско-акушерские пункты. Всего 12 амбулаторий общей практики семейной медицины, 4 ФАПа и 3 фельдшерских пункта.

### Религиозные сооружения
В большинстве сел действуют православные храмы (относятся к Одесской епархии Украинской православной церкви). В Муравлёвке, Старой Некрасовке, Новой Некрасовке действуют старообрядческие церкви (относятся к Киевской епархии Русской православной старообрядческой церкви). Также на территории общины действуют протестантские церкви.
- Николаевская церковь в Озёрном
- Введенская церковь в Новой Некрасовке
- Протестантская церковь в Утконосовке
- Церковь Иоанна Богослова в Старой Некрасовке

### Туризм и достопримечательности
На территории общины расположено ряд памятников, памятных досок, мемориальных знаков. Наиболее значимым является самый южный сохранившийся пункт геодезической дуги Струве — «Старо-Некрасовка». Памятный знак был установлен в 40-х годах XIX века. В 2005 году ЮНЕСКО признало сохранившиеся знаки дуги всемирным наследием. В окрестностях Сафьян расположен Трубаевский курган — скифское захоронение VIII—III ст. до н. э. Во время русско-турецкой войны на нем располагалась ставка А. В. Суворова. В мае 1950 года на кургане была установлен памятный знак в честь великого полководца. В большинстве сел общины установлены памятники односельчанам погибшим в годы Великой Отечественной войны. В рамках декоммунизации на территории общины уничтожены все памятники В. И. Ленину, политическим деятелям времён СССР.
С 2019 года на территории Бессарабии действует проект ЕС «Поддержка системы географических наименований в Украине». В рамках этого проекта создан первый в Украине туристический гастромаршрут «Дорога вина и вкуса» по южной части Одесской области. В состав данного маршрута входит эко-ферма «Улитки Бессарабии» расположенная в селе Сафьяны и база отдыха «Дунай-Татару» в селе Старая Некрасовка.
Возле села Старая Некрасовка, на территории дунайских островов Малый Татару (738 га), Большой Даллер (370 га) и Малый Даллер (258 га) расположен региональный ландшафтный парк «Измаильские острова». Острова покрыты пойменным лесом, где гнездится более 170 видов птиц, включая 21 вид, внесённый в Красную книгу Украины. В пойменных лесах живут дикие кабаны, волки, косули, лисицы, енотовидная собака. Территорию островов можно посетить в рамках туристических программ «Дорогами дикой природы».
- Самый южный пункт дуги Струве в селе Старая Некрасовка
- Знак Дуги Струве возле Утконосовки
- Памятник в селе Матроска 48 односельчанам погибшим в ВОВ
- Лес на острове Татару

### Спорт
Жители общины имеют возможность тренироваться в ДЮСШ, расположенной в пгт Суворово. С 2018 года село Каменка проводит на своей территории «Бессарабские игры» — зимнюю спартакиаду на кубок общественной организации «Центр развития Бессарабии». В августе 2021 года сборная Каменки по кикбоксингу приняла участие во всеукраинском турнире «Парад звезд кикбоксинга». В 2022 году районными властями планировалось массовое строительство спортивных площадок с искусственным покрытием площадью 140 м².